# Prostý
Prostý (německy Prostey) je malá vesnice, část města Počátky v okrese Pelhřimov. Nachází se asi 3,5 km na jih od Počátek. V roce 2009 zde bylo evidováno 33 adres. Žije zde 31 obyvatel.
Prostý je také název katastrálního území o rozloze 2,84 km2.
Obec Prostý bývala také samostatným statkem. Z mnohých majitelů byl nejznámější rod Batelovských z Prostého, jehož člen Jindřich byl za lupičství a jiné zločiny r. 1519 upálen. Ve svém erbu měli Batelovští z Prostého sovu s rozpjatými křídly a klenotem byly 3 zkřížená kopí pod kloboukem. Na pečetidle této rodiny byly 2 řemdihy. V 17. století získali tento majetek Slavatové.

## Historie
První písemná zmínka o obci pochází z roku 1376 (Prosty).

## Pamětihodnosti
- Budova bývalé školy